# Несмеянов, Дмитрий Архипович
Дмитрий Архипович Несмеянов (18 октября 1880, село Заплавное, Бузулукский уезд, Самарская губерния — 5 апреля 1931, Оренбург) — православный миссионер, деятель движения непоминающих.

## Биография
Родился в крестьянской семье. Жена — Мария Ивановна, дочь — Галина.
Окончил Томское духовное училище, Томскую духовную семинарию и Казанскую духовную академию со степенью кандидата богословия (1906).
Законоучитель и преподаватель истории в Самарском сельскохозяйственном училище (1906).
Омский епархиальный миссионер по борьбе с сектантством, член Омского епархиального училищного совета (1907), секретарь и докладчик на миссионерских съездах в Иркутске и Казани (1910).
Псаломщик в Вознесенском храме Оренбурга, ближайший помощник епископа Феодосия (Олтаржевского), епархиальный противосектантский миссионер (1911), член Оренбургского епархиального училищного совета и Михаило-Архангельского братства (1912), устроитель противосектантских курсов в Челябинске (1914), епархиальный надзиратель церковно-приходских школ, член епархиальных экзаменационной комиссии, комитета Православного миссионерского общества и комитета Красного Креста для помощи больным и раненым воинам, совета Оренбургского Михаило-Архангельского Братства (1915), товарищ председателя епархиального съезда духовенства и мирян, член епархиального церковного совета (1917).
В 1917—1918 годах член Поместного собора Православной российской церкви по избранию как клирик от Оренбургской епархии, участвовал в 1-2-й сессиях, член II, V, IX, X Отделов.
В 1918 году участник Сибирского соборного церковного совещания, кандидат в члены Высшего Временного Церковного Управления Сибири, проповедник при Оренбургском епархиальном управлении.
В августе 1924 года на 7 месяцев заключён в тюрьму.
В ноябре 1925 года за «составление брошюр религиозного характера» по статье 58-10 выслан на 3 года в Коми (Зырян) автономную область.
С 1928 года — миссионер и певчий церковного хора в Оренбурге.
В 1931 года как «руководитель Оренбургской городской ячейки церковно-монархической контрреволюционной организации „Истинные“» расстрелян.
Похоронен на старом кладбище по проспекту Победа в Оренбурге.

## Сочинения
- О крещении младенцев // Миссионерское обозрение. 1910. № 11-12.
- Беседы о св. иконах и крещении младенцев; Несколько замечаний по поводу ответа евангеликов; Объяснение стихов Послания апостола Павла к Евреям // Оренбургские епархиальные ведомости. 1911. № 46-48, 50; 1912. № 1-5, 7, 10-11.
- Краткое пособие для бесед с рационалистическими сектантами. Оренбург, 1912.
- Веруют ли баптисты в Евангелие // Оренбургские епархиальные ведомости. 1913. № 10.
- Кто такой Волгин и почему он перешел в баптизм; Преосвященный Феодосий, епископ Оренбургский и Тургайский; Добрый пастырь // Оренбургские епархиальные ведомости. 1914. № 9, 40/41.
- Война и баптизм // Оренбургские епархиальные ведомости. 1915. № 43-50.
- Лжехристы и лжепророки; Святость и патриотизм; Беседа о Священном писании // Оренбургские епархиальные ведомости. 1916. № 1-8, 37/38, 43-52.
- Божий адвокат. Оренбургский епархиальный миссионер Дмитрий Несмеянов и его труды. Саракташ, 2014.